# Натан Шварц
Натан Шварц (липень 1902 - 1984) — американський виробник взуття і бізнесмен, а також засновник компанії Тімберленд.
Натан Шварц народився в липні 1902 року в Одесі, Україна, четвертому поколінні сімейства шевців.  Незадовго до Першої світової війни сім'я переселилася до США. 
Шварц почав як учень у нью-йоркській майстерні з ремонту взуття. У 1952 році він купив 50% акцій компанії «Абінгтон» в Массачусетсі, яка згодом стала Тімберленд.  
Шварц втратив кілька пальців під час промислової аварії. 
Шварц пішов у відставку в 1968 році. 
Він мав двох синів, Герман і Сідней. 
Герман був головним виконавчим директором з 1968 по 1986 рік, а Сідні був головним виконавчим директором з 1986 по 1998 рік. У 1998 році син Сиднея Джеффрі Шварц взяв на себе керівництво .